# Johann Adolf Karl van Heusde

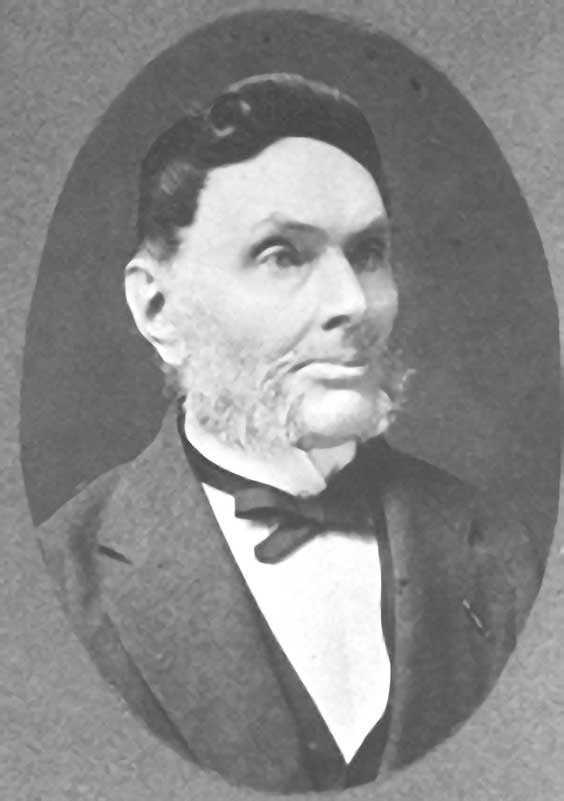
Johann Adolf Karl van Heusde

Johann Adolf Karl van Heusde (auch: Joannes Adolphus Carolus van Heusde; * 26. Mai 1812 in Utrecht; † 16. November 1878 in Den Haag) war ein niederländischer Philologe und Literaturwissenschaftler.

## Leben
Der Sohn des Sprachphilosophen Philipp Wilhelm van Heusde (1778–1839), besuchte das Gymnasium Hieronymianum seines Geburtsortes und ab dem 17. August 1829 die Universität Utrecht. Er hatte sich den philologischen Studien gewidmet und beteiligte sich 1834 an einer philosophischen Preisausschreibung der Universität Leiden mit der Frage „de Guiliemo Ludovico Nassavio“, wofür er eine ehrenvolle Erwähnung erhielt. Nachdem er diese Arbeit weiterentwickelt hatte, erschien sie unter dem Titel Diatribe in Guilielmi Ludovici Nassavii uitam, ingenium, merita (Utrecht 1835). Im folgenden Jahr am 14. Juni promovierte er bei seinem Vater mit der Arbeit M. Tullius Cicero φιλοπλάτων. Disquisitio de philosophiae Ciceronianae fonte praecipuo (Utrecht 1836). 1839 veröffentlichte er ein Werk, das ihm auch im Ausland einen Namen einbringen sollte, die Disquisitio de L. Aelio Stilone, Ciceronis in Rhetoricis magistro, Rhetoricum ad Herennium, ut videtur, auctore. Inserta sunt Aelii Stilonis et Servii Claudii fragmenta. 1840 wurde van Heusde zum Rektor der lateinischen Schule in Amersfoort ernannt, in welcher Stellung er sieben Jahre tätig war.
Anfangs mit der Herausgabe der Werke seines verstorbenen Vaters beschäftigt, publizierte er 1842 seine Studia critica in C. Lucilium poetam collata (Utrecht), ein Werk, welches ebenso wie jenes über Stilo viel Fleiß und großes Wissen aufweist, aber die kritische Durcharbeitung des Stoffes vermissen lässt. Als dasselbe eine scharfe Kritik von Karl Friedrich Hermann erfuhr, verteidigte sich van Heusde in der Epistola ad Car. Fried. Hermannum de C. Lucilio (Utrecht 1844). Als 1847 durch Petrus van Limburg Brouwers (1795–1847) Tod die Professur für die klassischen Sprachen an der Universität Groningen vakant wurde, erhielt van Heusde einen Ruf an dieselbe. Er trat seine Professur am 11. November 1847 mit einer Rede de studiorum propaodeuticorum usu nondum obsoleto an. Acht Jahre las er über lateinische und griechische Sprache und Literatur, bis er 1855 seine Professur niederlegte und von da ab bis zu seinem Tod, meistenteils in Den Haag, als Privatmann lebte. Die Früchte seines weiteren Schaffens waren eine Ausgabe des Agamemnon von Aeschylus (Den Haag 1864) und kleinere Arbeiten. Am 13. April 1849 wurde er korrespondierendes und am 1. Mai 1858 ordentliches Mitglied der Königlich-Niederländischen Akademie der Wissenschaften.